# Trois Fontaines
Pour les articles homonymes, voir Trois-Fontaines.
Pour la commune française, voir Troisfontaines.
Trois Fontaines ou Trois-Fontaines (en néerlandais : Drie Fonteinen) est un hameau situé à la frontière de Vilvorde et de Neder-Over-Heembeek.

## Situation
Trois Fontaines est l'un des plus anciens hameaux de Vilvorde le long du canal de Willebroeck. Le hameau constitue un poumon vert pour le centre-ville:  la plus grande partie du territoire étant occupée par le Domaine des Trois Fontaines, un ancien de domaine de château, ayant une superficie d'environ cinquante hectares. Le tout est traversé par le viaduc de Vilvorde, construit en 1976. À l'ouest de Trois-Fontaines est situé le quartier résidentiel  de Kassei.

### Saint-Landry
À la hauteur de l'ancienne écluse des Trois-Fontaines, autour de 1975, une partie du domaine du même nom a été lotie et une nouvelle rue a été créée. Cette rue a été appelée Saint-Landry (en néerlandais : Lenterik), d'après Saint-Landry de Soignies et la chapelle éponyme située dans le Domaine des Trois Fontaines. Dans le cadre du projet Watersite, d'ici à 2020, à la hauteur du hameau va être créé un pont piéton et cycliste entre les quartiers de l'autre côté du canal (le nom commercial du projet est Quatre Fontaines) et celui des Trois Fontaines.

## Histoire

### L'écluse
En 1560, le canal de Willebroeck a été creusé et une écluse a été construite à la hauteur de ce qui plus tard sera le hameau des Trois Fontaines. Bien que l'écluse était sur le territoire de Vilvorde, celle-ci est souvent appelée écluse de Ransbeek, un hameau de la paroisse de Neder-Heembeek. Cette écluse était la première pour les bateliers de Bruxelles et on construisit des maisons pour les éclusiers. À partir de 1563, il y avait un service de liaison quotidienne par bateau entre de Bruxelles - Trois-Fontaines -  Vilvorde. Des Trois Fontaines, les voyageurs pouvaient continuer leur voyage à destination de Anvers ou Malines sur le canal ou ils pouvaient passer dans une diligence qui via les pistes à travers Vilvorde et Zemst pouvaient également atteindre Malines et Anvers.
Plus tard, de l'hébergement pour les passagers et de l'espace de stockage pour les marchandises transportées, furent ajoutés de sorte que la zone fut appelée  't Sas ou L'Écluse. Ce fut donc le premier nom du hameau. Celui-ci est vite devenu un lieu très occupé.

#### La fontaine
Cinq ans après la mise en service de l'écluse, en 1565, la ville de Bruxelles construisit une fontaine avec quatre buses dans les quatre directions cardinales. Comme les capitaines des bateaux à l'approche du hameau ne voyaient seulement que trois jets, le hameau prit le nom de Trois Fontaines qui se propagea rapidement dans la région. La fontaine fournissait aux bateliers de l'eau potable. Selon d'anciennes gravures, elle se composait d'une colonne Dorique couronnée par une statue dorée de saint Michel, le patron de la ville de Bruxelles. La statue a été supprimée lors de la Révolution française, mais en 1820 elle fut remplacée par une nouvelle statue de saint Michel. En 1850, la fontaine avait complètement disparu.

### La croissance
L'activité autour de l'écluse, spécialement adaptée à la circulation des matériaux de construction, a donné lieu à l'émergence d'un petit village à l'extérieur des remparts, le hameau "des Trois Fontaines". Vers 1700, la route entre Malines et Trois Fontaines, via Zemst et Vilvorde, a été pavée par la ville de Malines. En 1702, ont commencé les travaux sur le tronçon entre Trois Fontaines et Laeken. Les coûts de La construction ont été eux supportés par la ville de Bruxelles et par l'administration du canal de Willebroeck. En 1712, ce fut la première route pavée entre deux villes des Pays-Bas du sud :  Anvers, Malines et Trois Fontaines étaient connectés avec la capitale, Bruxelles. Au départ, la partie entre le port de Bruxelles et Trois-Fontaines fut une route à péage. Mais, le 16 août 1714, le péage a déjà été supprimé. En 1777, le hameau est représenté sur la carte de Ferraris.

### Domaine

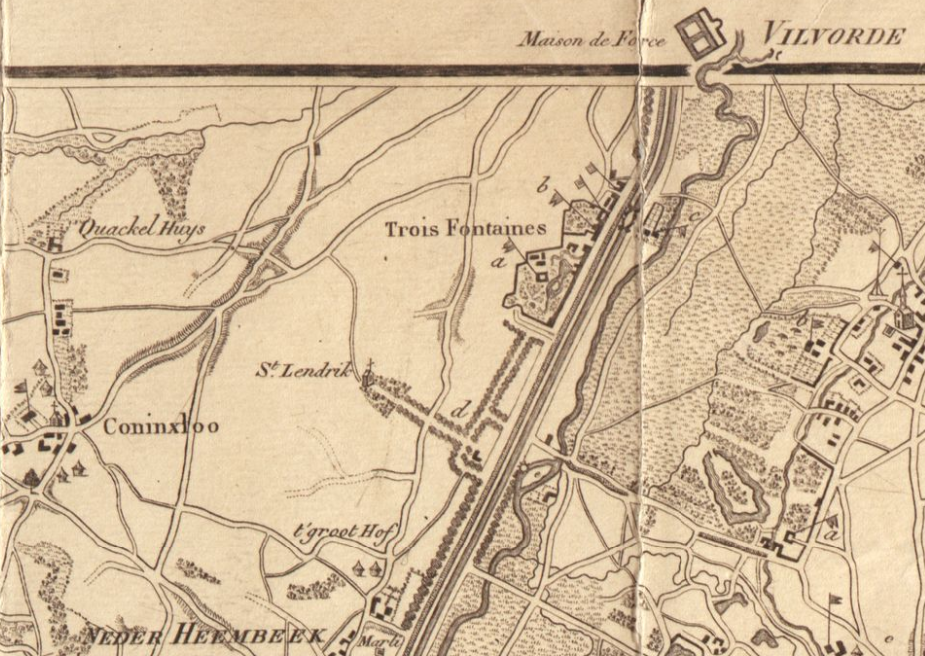
Carte de Bruxelles et de ses environs, vers 1810, coupée autour de Trois Fontaines et de Moriensart

À la fin du xviiie siècle, le banquier bruxellois, Jan-Joseph Walckiers achète les terres à l'ouest du hameau. Son domaine est le précurseur de plusieurs autres domaines. En 1777, le comte Patrice-François de Neny achète l'auberge « Le Cerf Volant » près de l'écluse des Trois Fontaines et du domaine de Walckiers. Il y construit sa maison de campagne « Fontigny ». Lorsque la ligne de chemin de fer Bruxelles-Malines fut ouverte en 1835, le canal a connu une forte concurrence et l'importance du hameau des Trois Fontaines a petit à petit disparu. Le domaine lui continuera à exister.
À la veille de la révolution industrielle, la croissance de Trois Fontaines va reprendre à partir d'un célèbre arrêt offert aux promeneurs du dimanche qui vont à Vilvorde en bateau ou en calèche. Dans le hameau, plusieurs auberges ont été construites y compris « L'Homme sauvage » et « Le Cerf Volant ».
En 1876, Edmond Hanssens construisit son « château de l'Écluse » au nord de l'écluse des Trois-Fontaines.

#### Domaine Des Trois Fontaines
En 1956, domaine des Trois Fontaines passa dans les mains de la ville de Vilvorde qui le transforma en une zone de loisirs.

### L'industrialisation
En 1860, dans le hameau, une usine pour l'amidon fut constituée sous le nom de Moulins des Trois Fontaines. À partir de 1893, un énorme complexe industriel sur les deux côtés du canal. En 1896, la N. V. Zeekanaal et Haveninrichtingen de Bruxelles, fut fondée avec l'intention de moderniser le canal. C'est dans ces modifications que l'écluse des Trois Fontaines disparut.
Les Moulins ont été au cours de la Seconde Guerre mondiale fortement endommagés et les principales parties de l'entreprise ont été plus tard transférées de l'autre côté du canal. En 1964, une partie des terrains sur la rive gauche fut vendue à un promoteur.
En 1984, la société, nommée maintenant 'nv Cérès', cesse toutes activités sur son lieu d'origine. En 1989, les bâtiments des moulins de la rive gauche furent démolis par la ville de Vilvorde, le nouveau propriétaire. En 1998, les bâtiments sur la rive droite furent détruits.